# 2012 ve fotografii

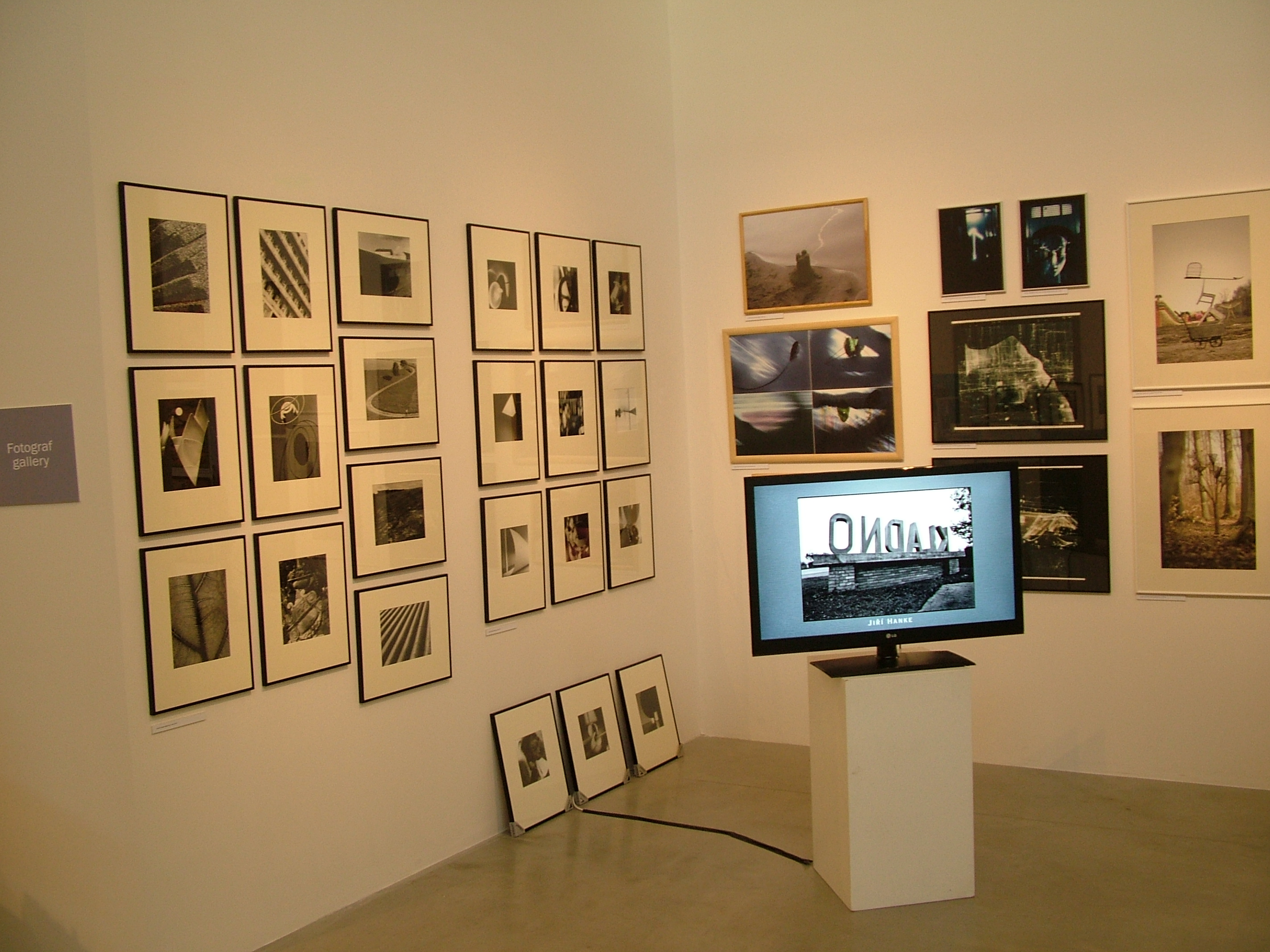
Prague Photo 2012, DOX

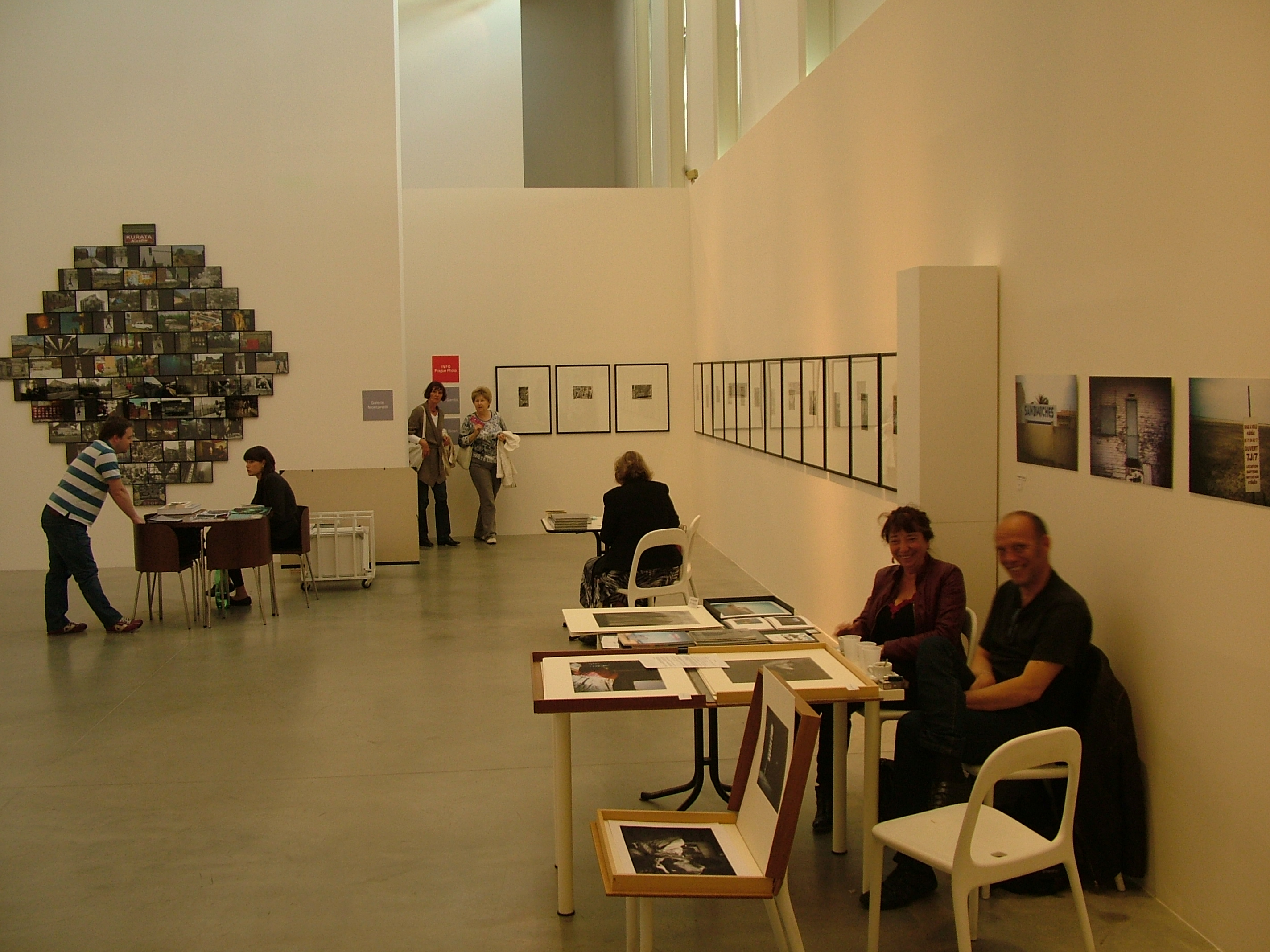
Prague Photo 2012, DOX

Tento článek obsahuje významné fotografické události v roce 2012.

## Události
- Dne 10. května 2012 společnost Leica na trh uvedla model Leica M Monochrom, což je digitální fotoaparát ze série dálkoměrných aparátů řady M vybavený monochromatickým senzorem. Fotoaparát je prvním full-frame digitálním černobílým aparátem.
- První plenoptický fotoaparát společnosti Lytro šel do prodeje 19. října 2011 s pamětí 8 GB (za 399 USD) a ve verzi 16 GB (za 499 dolarů),[1] a do expedice 29. února 2012.[2][3]
- Bylo založeno ocenění Contemporary African Photography Prize, také známé jako CAP Prize, je každoroční mezinárodní cena udělovaná pěti fotografům za práci vytvořenou na africkém kontinentu nebo se zabývají africkou diasporou. Založil ji v roce 2012 Benjamin Fügliste a do roku 2016 nesla název POPCAP

- Prague Biennale Photo
- Prague Photo, duben
- Měsíc fotografie, Bratislava
- Mezinárodní festival fotografie v Lodži, květen
- photokina, Kolín nad Rýnem, 18. až 23. září
- documenta, Kassel, 9. června – 16. září, téma Collapse and Recovery
- 110. kongres Fédération photographique de France, červen
- 43. Rencontres d'Arles červenec–září, osobnosti: ENSP, Josef Koudelka, Amos Gitai, Klavdij Sluban & Laurent Tixador, Arnaud Claass,[4] Grégoire Alexandre, Édouard Beau, Jean-Christophe Béchet, Olivier Cablat, Sébastien Calvet, Monique Deregibus & Arno Gisinger, Vincent Fournier, Marina Gadonneix, Valérie Jouve, Sunghee Lee, Isabelle Le Minh, Mireille Loup, Alexandre Maubert, Mehdi Meddaci, Collection Jan Mulder, Alain Desvergnes,[5] Olivier Metzger, Joséphine Michel, Erwan Morère, Tadashi Ono, Bruno Serralongue, Dorothée Smith, Bertrand Stofleth & Geoffroy Mathieu, Pétur Thomsen, Jean-Louis Tornato, Aurore Valade, Christian Milovanoff[6]
- 16. Festival international de la photo animalière et de nature, Montier-en-Der, každý třetí čtvrtek v listopadu
- Salon de la photo, Paříž, listopad
- Mois de la Photo, Paříž, listopad
- Paris Photo, 15.–18. listopadu 2012
- Visa pour l'image, Perpignan, 1.–16. září 2012
- Nordic Light, Kristiansund

- 31. kongres FIAP – Singapur

## Ocenění

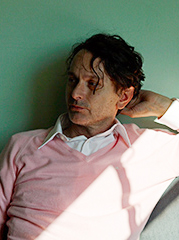
Paul Graham získal v tomto roce cenu Hasselblad Award

- Czech Press Photo – Milan Jaroš z Respektu se snímkem nazvaným Rozloučení s Václavem Havlem.[7]
- World Press Photo – Paul Hansen za pohřební průvod nesoucí dvě palestinské děti zabité při leteckém útoku[8]
  - Roman Vondrouš získal první cenu v kategorii Sportovní akce za sérii fotografií z Velké pardubické jako fotoreportér ČTK[9][10]
- Prix Niépce – Denis Darzacq
- Prix Nadar – Marc Riboud, éditions Xavier Barral za pubikaci Vers l’Orient.[11]
- Prix Arcimboldo – Claudia Imbert za La famille incertaine
- Prix de photographie de l'Académie des beaux-arts – Katharine Cooper[12] za projekt Les Blancs africains.
- Prix HSBC pour la photographie – Leonora Hamill a Éric Pillot
- Prix Bayeux-Calvados des correspondants de guerre – ?
- Prix Carmignac Gestion du photojournalisme – Davide Monteleone, Tchétchénie: Spasibo; výstava v kapli École nationale supérieure des Beaux-Arts v Paříži v roce 2013 a poté na Fotografie Forum Frankfurt ve Frankfurtu nad Mohanem a v Saatchi Gallery v Londres v roce 2014.
- Prix Lucas Dolega – Emilio Morenatti,[13] (Španělsko, Associated Press), za reportáž Displaced in Tunisia
- Prix Canon de la femme photojournaliste – Sarah Caron[14]
- Prix Picto – Oliver Fritze[15]
- Prix Tremplin Photo de l'EMI – ?
- Prix Voies Off – Christian Kryl
- Prix Roger-Pic – Cédric Gerbehaye za jeho sérii The land of Cush
- Cena Oskara Barnacka – Frank Hallam Day, (USA)
- Prix Leica Hall of Fame – Nick Ut
- Cena Ericha Salomona – Peter Bialobrzeski
- Cena za kulturu Německé fotografické společnosti – Manfred P. Kage
- Cena Hansely Miethové – Monika Fischer a Mathias Braschler (foto), Cornelia Fuchs a Uli Rauss (text)
- Sophie Triantaphillidou – ?
- Sony World Photography Awards[16]
  - Architektura: Filippo Di Rosa (Itálie)
  - Umění a kultura: Sanket K (Indie)
  - Zvýrazněný obraz: Victor Vargas Villafuerte (Mexiko)
  - Tlumené světlo: Natalia Belentsova (Ruská federace)
  - Příroda a život v přírodě: Giovanni Frescura (Itálie)
  - Panorama: Denise Worden (USA)
  - Lidé: Ana Gregorič (Slovinsko)
  - Úsměv: Piotr Stasiuk (Polsko)
- Cena Ansela Adamse – Florian Schulz
- Cena W. Eugena Smithe – Peter van Agtmael za Disco Night September 11
- Pulitzerova cena
  -  Pulitzer Prize for Breaking News Photography – Craig F. Walker (The Denver Post)
  -  Pulitzer Prize for Feature Photography – Masúd Husajní (AFP)
- Zlatá medaile Roberta Capy – Fabio Bucciarelli za Battle to Death, volný fotograf pro AFP
- Cena Inge Morath – Isadora Kosofsky (18 let, USA) za cykly The Three a This Existence; finalistky Maria Pleshkova (RU) s projektem Days of War: A Pillowbook a Carlotta Zarattini (IT) s projektem The White Building
- Infinity Awards – Daido Moriyama, Ai Weiwei, Maurice Scheltens a Liesbeth Abbenes, Benjamin Lowy, Stan Douglas, Anouk Kruithof[17]
- Cena Higašikawy – Arif Aşçı, Taidži Macue, Lieko Šiga, Makiko Ue, Jošikazu Minami
- Cena za fotografii Ihei Kimury – Arata Dodo (z aknihu Taigan) a Tomoko Kikuchi (za výstavu I and I)[18]
- Cena Kena Domona – Jutaka Takanaši (高梨 豊 * 6. února 1935)
- Cena Nobua Iny – Brian Y. Sato
- Cena inspirace Džuna Mikiho – Juičiro Tanaka, Kijoši Nišioka
- Prix Paul-Émile-Borduas – John Heward
- Fotografická cena vévody a vévodkyně z Yorku – Laurie Kang
- Národní fotografická cena Španělska – Eugeni Forcano
- Hasselblad Award – Paul Graham
- Švédská cena za fotografickou publikaci – Inka Lindergård a Niclas Holmström za Watching Humans Watching
- Cena Lennarta Nilssona – Hans Blom profesor biologické fyziky Royal Institute of Technology (KTH) a manager laboratoře Science for Life ve Stockholmu získal cenu za mikrofotografie pořízené mikroskopickou technikou nanoSIMS a STORM na Harvardově univerzitě, Boston, USA[19]
- Cena Roswithy Haftmann: Cindy Sherman a Harun Farocki
- Prix Pictet – Luc Delahaye

## Významná výročí

### Výročí narození
- Eve Arnoldová
- Raymond Burnier
- Marjory Collins – 100 let od narození
- Harry Callahan
- Paul Facchetti
- François Tuefferd
- Gordon Parks – 100 let od narození 30. listopadu
- Annemarie Heinrich – 100 let od narození 9. ledna
- Robert Doisneau – 100 let od narození 14. dubna 1912
- Anatolij Garanin – 100 let od narození

### Výročí úmrtí
- Paul Bergon (1863 Paříž – konec ledna 1912 tamtéž)
- Felix Benedict Herzog (* 27. prosince 1859 New York City – 21. dubna 1912 tamtéž)
- Kassian Cephas

## Velké výstavy
- 17. listopadu 2011 – 26. února 2012 Henri Cartier-Bresson: The Compass in the Eye … – Kunst Haus Wien
- Diane Arbusová, Galerie nationale du Jeu de Paume,[20] 18. října 2011 – 5. února 2012
- The Loving Story,[21] Fotografie Grey Villet, International Center of Photography, New York, 20. ledna – 6. května
- 2012 – Jan Reich – Fotografie : Životní příběh fotografa narozeného roku 1942 v Praze, Pražský hrad, Tereziánské křídlo Starého královského paláce, 25. dubna – 19. srpna 2012[22]

## Úmrtí v roce 2012

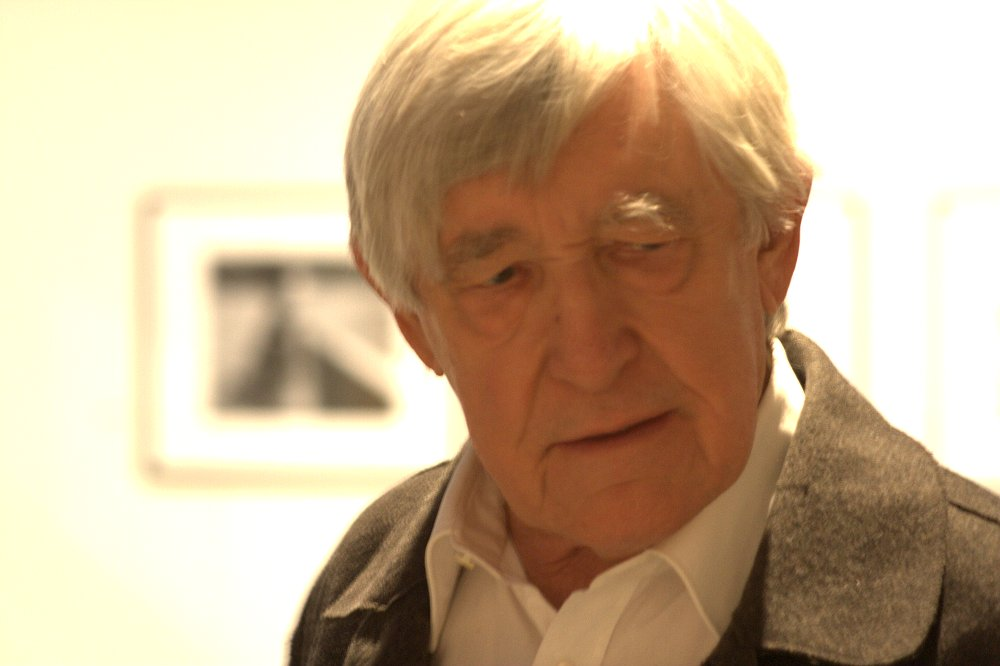
Hans Hammarskiöld v roce 2012 zemřel

- 4. ledna – Jan Groover, 68, americký fotograf.[23]
- 4. ledna – Eve Arnoldová, 99 let, americká fotografka, členka agentury Magnum.[24]
- 15. ledna – Homai Vyarawalla, 98 let, indická fotografka a fotožurnalistka Indie, vůbec první fotožurnalistka v Indii.[25]
- 20. ledna – Viliam Malík, 99, slovenský fotograf.
- 22. ledna – Sir Simon Marsden, 63, britský fotograf.[26]
- 24. ledna – Serge de Sazo, 96, francouzský fotograf narozený v Rusku.[27]
- 25. ledna – Andrew MacNaughtan, 47, kanadský fotograf.[28]
- 2. února – Vilém Kropp, 91, český fotograf a vítěz World Press Photo 1959.[29][30]
- 6. února – Jasuhiro Išimoto, 90, japonský fotograf.[31]
- 7. února – Sergio Larraín, 81, čilský fotograf, člen agentury Magnum Photos.[32]
- 13. února – Lillian Bassmanová, 94, americká fotografka (* 15. června 1917)[33]
- 13. února – Leta Peer, 47, švýcarská malířka a výtvarná fotografka.[34]
- 22. února – Robert R. McElroy, 84, americký fotograf.[35]
- 22. února – Rémi Ochlik, 28, francouzský fotograf, zabit při bombardování Homsu v Sýrii.[36]
- 22. února – Enzo Sellerio, 88, italský fotograf, selhání srdce.[37]
- 2. března – Stan Stearns, 76, (salutující John F. Kennedy junior), rakovina.[38]
- 2. března – Jérôme Brézillon, francouzský fotograf
- 7. března – Cris Alexander, 92, americký herec a fotograf.[39]
- 16. března – Lee Balterman, 91, americký fotograf, Pet Shop Boys.[40]
- 18. března – Eric Watson, 56, britský fotograf, srdeční selhání.[41]
- 5. dubna – Carina Appelová, finská fotografka, aktivní na Blízkém východě, jako je Izrael, Irák a Afghánistán (* 26. června 1967)
- 14. dubna – Filip Lašut, 67, slovenský divadelní fotograf.[42][43]
- 17. dubna – Dagmar Hochová, 86, česká fotografka známá fotografiemi dětí.[44][45][46]
- 25. dubna – Charles G. Hall, 81, americký fotožurnalista.[47]
- 29. dubna – Jim McCrary, 72.[48]
- 4. května – Neville Coleman, 74, australský podvodní fotograf přírody.[49]
- 10. května – Horst Faas, 79, německý fotožurnalista (Associated Press).[50]
- 5. června – Lucky Diamond, asi 15, americký maltézský pes, zapsaný v Guinnessově knize rekordů (nejfotografovanější pes s celebritami, rakovina).[51]
- 9. června – Masahisa Fukase, 78, japonský fotograf, krvácení do mozku.[52]
- 18. června – Horacio Coppola, 105, argentinský fotograf.[53]
- 21. června – Sunil Janah, 94, indický fotožurnalista a dokumentární fotograf.[54]
- 30. července – Chris Marker, 91, francouzský spisovatel, fotograf, filmový dokumentarista (La jetée) a multimediální umělec.[55]
- 4. srpna – Karol Kállay, 86, slovenský fotograf.[56].
- 12. srpna – Prabuddha Dasgupta, 55, indický módní fotograf, selhání srdce.[57]
- 16. srpna – Martine Francková, 74, britsko-belgická fotografka, rakovina kostní dřeně.[58]

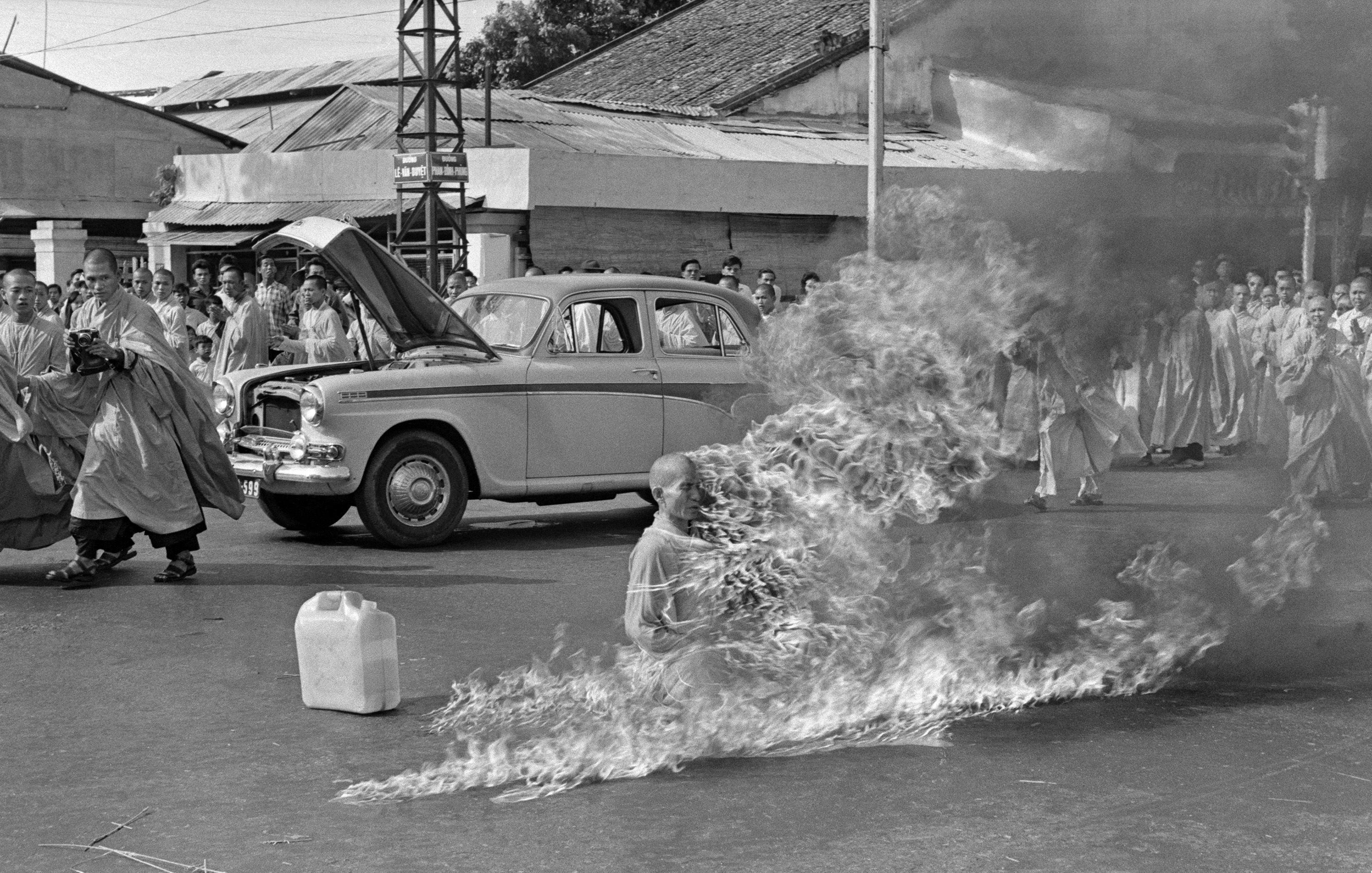
Fotografie hořícího Thích Quảng Đứca od Malcolma Brownea

- 27. srpna – Malcolm Browne, 81, americký fotožurnalista (1964 Pulitzerova cena), Parkinsonova choroba.[59]
- 2. září – Jack E. Boucher, 80, americký fotograf architektury.
- 13. září – William Heick, americký dokumentární fotograf a filmař (* 6. října 1916)
- 13. září – Pedro E. Guerrero, 95, americký fotograf, rakovina.[60]
- 19. září – Bettye Lane, 82, americký fotožurnalista, rakovina.[61]
- 21. října – Alf Khumalo, 82, jihoafrický fotograf, selhání ledvin.[62]
- 23. října – Wilhelm Brasse, 94, polský fotograf, vězněný v koncentračním táboře v Auschwitzu během 2. větové války.[63]
- 4. listopadu – Beverley Goodway, 69 let, britský fotograf glamouru, rakovina.[64]
- 8. listopadu – Cornel Lucas, 92 let anglický fotograf.[65]
- 11. listopadu – Harry Wayland Randall, 96, americký veterán 2. světové války a válečný fotograf.[66]
- 12. listopadu – Hans Hammarskiöld 87, průmyslový fotograf, portrétista.[67]
- 12. listopadu – Walt Zeboski, 83, americký fotograf (Associated Press), zápal plic.[68]
- 13. listopadu – Erazm Ciołek, 75, polský fotograf (* 24. června 1937)[69]
- 17. listopadu – Arnaud Maggs, 86, kanadský umělec a fotograf.[70]
- 25. listopadu – Bjørn Winsnes, norský fotograf (* 13. září 1925)
- 3. prosince – Geoffrey Shakerley, 80, britský fotograf.[71]
- 7. prosince – Herdis Maria Siegert, norská fotografka (* 17. dubna 1955)
- 8. prosince – Mark Strizic, 84, australský fotograf.[72]
- 14. prosince – Šómei Tómacu,[73] 82, japonský fotograf.[74]
- 29. prosince – Bijon Sarker, 79, bangladéšský fotograf, zranění po dopravní nehodě.[75]
- 31. prosince – Günter Rössler, 86, německý fotograf.[76]
- ? – Bryce Bayer, americký vynálezce a vývojář firmy Kodak, publikoval Bayerovu masku (* 15. srpna 1929 – 13. listopadu 2012)
- ? – Andreas Riesner, rakouský lyžařský průvodce, alpský novinář a fotograf (* 8. ledna 1979 – 8. února 2012)
- ? – Dody Westonová Thompsonová, americká fotografka a kronikářka historie a fotografického řemesla 20. století, vyvinula svůj vlastní výraz „přímé“ neboli realistické fotografie, koncem čtyřicátých a padesátých let úzce spolupracovala s ikonami Edwardem Westonem (její bývalý tchán), Brettem Westonem (její bývalý manžel) a Anselem Adamsem (jako asistentka a přítelkyně) (* 11. dubna 1923 – 14. října 2012)[77][78]
- ? – Aleksandra Mierzecka-Garlicka, polská umělkyně, fotografka, historička fotografie, kurátorka fotografických výstav a publicistka, členka Svazu polských uměleckých fotografů, Polské fotografické společnosti a zakládající členka Svazu historiků fotografie, dcera fotografky Janiny Mierzecké (1933 Lvov – 27. prosince 2012)[79][80]
- Ursula Arnold, německá fotografka, pouliční scény v Berlíně a Lipsku během Německé demokratické republiky, spolu s Evelyn Richterovou a Arno Fischerovou jsou považovány za tři nejvýznamnější východoněmecké fotografy své generace (10. března 1929 – 24. května 2012)
- ? – Alberto Aguirre, kolumbijský novinář, spisovatel, fotograf a kritik (19. prosince 1926 – 3. září 2012)